# Yeh, Yeh
Yeh, Yeh är en ursprungligen instrumental låt komponerad av Rodgers Grant och Pat Patrick. Den spelades först in av Mongo Santamaria på albumet Watermelon Man 1963. Därefter skrev Jon Hendricks en text till låten.
Textversionen spelades 1964 in av den brittiska R&B-gruppen Georgie Fame and the Blue Flames. Inspelningen utgavs som singel av bolaget Columbia Records i december samma år. Låten innebar Fames stora genombrott, den gick upp på förstaplatsen på brittiska singellistan där den petade ner The Beatles "I Feel Fine" som legat etta i fem veckor. Den blev också ganska framgångsrik i USA där den nådde plats 21 några månader senare. På den amerikanska singelmixen var låtens saxofonsolo borttaget.

## Listplaceringar
| Lista (1964-1965) | Position               |
| ----------------- | ---------------------- |
| Finland           | 27                     |
| Frankrike         | 11                     |
| Irland            | 3                      |
| Storbritannien    | 1                      |
| Sverige           | 6 (Kvällstoppen)       |
| Sverige           | 5 (Tio i topp)         |
| USA               | 21 (Billboard Hot 100) |
| Vallonien         | 19                     |